# Westkapelle

Westkapelle é uma vila e deelgemeente do município de Knokke-Heist, província de Flandres Ocidental, Em 31 de Dezembro de 2006, tinha uma população de 4.797 habitantes e uma superfície de 21,46 km².